# Manihot pohlii
Manihot pohlii é uma espécie de planta pertencente ao gênero Manihot e à família Euphorbiaceae. É endêmica ao Brasil, ocorrendo nos estados de Espírito Santo, Maranhão, Mato Grosso, Pará e Tocantins. De acordo com a União Internacional para a Conservação da Natureza, seu estado de conservação é deficiente de dados.